# Роман о Лондону (ТВ серија)
Роман о Лондону је југословенска телевизијска мини-серија, снимљена у продукцији Телевизије Београд 1988. године. Серију је режирала Мира Траиловић, која је учествовала у адаптирању сценарија заједно са Јованом Ћириловим по истоименом роману Милоша Црњанског. Музику за серију је прилагодио Војислав Костић. Оба дела су први пут приказана 6. фебруара 1989. на Првом програму телевизије.

### Прва епизода
Прича о Николају Рјепнину и његовој жени Нађи, који након Октобарске револуције, заједно са многим емигрантима царске Русије, лутају Европом тражећи уточиште. Послератне године (1947-57) затичу их у Лондону. На почетку је показано њихово окружење и услови у којима живе у емиграцији. Рјепнин тешко налази посао, па од мале зараде једва успевају да преживе.

### Друга епизода
Рјепнин одлази на кратак одмор на море, тамо увиђа ништавилост људи а када се врати ништа више није исто. Нађа уз помоћ новца који је добила од тетке одлази у Америку, Рјепнин остаје сам, без мотива, без наде, без жеља. Улази у сукобе веран својим моралним вредностима.

## Улоге
| Глумац              | Улога                                      |
| ------------------- | ------------------------------------------ |
| Миодраг Кривокапић  | Кнез Николај Рјепнин „Коља“                |
| Вера Чукић          | Нађа „Шошо“                                |
| Бранислав Јеринић   | Обућар Зуки                                |
| Феђа Стојановић     | Константин Константинович Сорокин „Фој“    |
| Стево Жигон         | Доктор Сергејевич Крилов                   |
| Рада Ђуричин        | Патриша Крилов                             |
| Иван Бекјарев       | Дилај                                      |
| Ксенија Јовановић   | Грофица Данка Панова „Бабушка“             |
| Васа Пантелић       | Солмонков Сер Малков                       |
| Снежана Богдановић  | Млада жена Сер Малкова                     |
| Јелисавета Саблић   | Мадам Жани                                 |
| Ивана Михић         | Мис Мун                                    |
| Ружица Сокић        | Госпођа Петерс                             |
| Мира Бањац          | Кољина колегиница                          |
| Танасије Узуновић   | Пољски емигрант                            |
| Милутин Бутковић    | Монсјур Жан                                |
| Цвијета Месић       | Госпођица Барсутов                         |
| Алан Нури           | Андреј Окровски                            |
| Бранко Цвејић       | Директор књижаре                           |
| Стојан Дечермић     | Пословођа Робинсон                         |
| Весна Малохоџић     | Госпођица која је била на кафи код Мустафе |
| Дејан Чавић         | Гинеколог                                  |
| Александар Груден   | Службеник на берзи рада                    |
| Предраг Милетић     | Шеф полиције                               |
| Тихомир Станић      | Антонов 1                                  |
| Љупчо Тодоровски    | Антонов 2                                  |
| Катарина Гојковић   | Пеги                                       |
| Миодраг Радовановић |                                            |
| Мариола Фотез       |                                            |
| Милош Жутић         | Наратор                                    |